# Kamnik
Kamnik er en by i det nordlige Slovenien med et indbyggertal på ca. 13.800 (2023) indbyggere. 
Byens historie daterer sig tilbage til det 11. århundrede.